# Aéroport de Cordoue
L'aéroport de Cordoue (code IATA : ODB • code OACI : LEBA) est l'aéroport desservant la ville de Cordoue en Espagne.

## Statistiques
Dimensionné pour 185000 passagers par an, l'aéroport a accueilli moins de 7000 passagers en 2013.